# Distrito electoral de Castle Rock (condado de Scotts Bluff, Nebraska)
Castle Rock (en inglés: Castle Rock Precinct) es un distrito electoral ubicado en el condado de Scotts Bluff en el estado estadounidense de Nebraska. En el Censo de 2010 tenía una población de 606 habitantes y una densidad poblacional de 3,52 personas por km².

## Geografía
Castle Rock se encuentra ubicado en las coordenadas 41°44′8″N 103°30′13″O / 41.73556, -103.50361. Según la Oficina del Censo de los Estados Unidos, Castle Rock tiene una superficie total de 172.19 km², de la cual 171.76 km² corresponden a tierra firme y (0.25%) 0.42 km² es agua.

## Demografía
Según el censo de 2010, había 606 personas residiendo en Castle Rock. La densidad de población era de 3,52 hab./km². De los 606 habitantes, Castle Rock estaba compuesto por el 94.39% blancos, el 0.17% eran afroamericanos, el 0.99% eran amerindios, el 0.17% eran isleños del Pacífico, el 3.63% eran de otras razas y el 0.66% pertenecían a dos o más razas. Del total de la población el 4.95% eran hispanos o latinos de cualquier raza.